# Holy Diver Live
Holy Diver Live är ett album av hårdrocksgruppen Dio, utgivet 2006.
Albumet innehåller två skivor. Den första är en liveversion av bandets debutalbum Holy Diver (1983) i sin helhet, inspelad 22 oktober 2005 på Astoria i London. Den andra innehåller låtar från gruppens andra album The Last in Line samt från Ronnie James Dios tid i banden Rainbow och Black Sabbath.

## Låtlista

### Skiva ett
1. "Stand Up and Shout" - 4:34
2. "Holy Diver" - 4:46
3. "Gypsy" - 9:47
4. "Caught in the Middle" - 4:51
5. "Don't Talk to Strangers" - 5:12
6. "Straight Through the Heart" - 4:38
7. "Invisible" - 5:18
8. "Rainbow in the Dark" - 4:46
9. "Shame on the Night" - 16:52

### Skiva två
1. "Tarot Woman" - 6:53
2. "Sign of the Southern Cross" - 3:22
3. "One Night in the City" - 6:11
4. "Gates of Babylon" - 8:23
5. "Heaven and Hell" - 11:26
6. "Man on the Silver Mountain" - 4:15
7. "Long Live Rock 'n' Roll" - 6:15
8. "We Rock" - 6:22

## Medverkande
- Ronnie James Dio - sång
- Doug Aldrich - gitarr
- Scott Warren - keyboard
- Rudy Sarzo - bas
- Simon Wright - trummor